# Lex specialis derogat generali
In diritto, il brocardo "lex specialis derogat generali" (che in latino significa: "la norma speciale deroga quella generale") esprime uno dei principi o criteri tradizionalmente utilizzati dagli ordinamenti giuridici per risolvere le antinomie normative: il criterio di specialità.

## Descrizione
In base a questo criterio, in caso di antinomia tra due norme giuridiche prevale quella più specifica, ossia quella la cui fattispecie è contenuta nella fattispecie dell'altra. Quest'ultima non cessa del tutto di produrre i suoi effetti (ossia, non viene abrogata) ma vede il suo ambito di applicazione ristretto ai casi in cui non trova applicazione la norma più specifica, che si pone con essa in un rapporto di regola ed eccezione; si parla, in questo caso, di deroga della norma generale da parte della norma speciale.
L'applicazione del criterio di specialità è problematica quando le fattispecie delle norme, anziché essere l'una completamente inclusa nell'altra, s'intersecano; in una situazione del genere, infatti, non è possibile individuare la norma speciale solo sulla base dell'analisi delle due fattispecie: si pensi al caso di una norma che imponga un particolare tributo sugli automezzi con motore diesel e di una seconda norma che esenti da ogni tributo i veicoli usati dagli enti pubblici (che comprendono anche veicoli con motore diesel); in questo caso, si può ritenere generale la prima norma e speciale la seconda (tutti i veicoli con motore diesel sono soggetti al tributo, eccettuati quelli degli enti pubblici) o viceversa (tutti i veicoli degli enti pubblici sono esentati dal tributo, eccettuati quelli con motore diesel).
Talvolta è lo stesso legislatore a indicare espressamente che una determinata norma fa eccezione a un'altra, introducendo la disposizione generale con espressioni tipo "Salvo quanto prescritto ..." o quella speciale con espressioni tipo "In deroga ...". 
Il criterio di specialità è recessivo rispetto al criterio gerarchico, espresso dal brocardo "lex superior derogat inferiori"; pertanto, la norma speciale non deroga la norma generale posta da una fonte del diritto di rango superiore. 
Il criterio di specialità prevale, invece, sul criterio cronologico, espresso dal brocardo "lex posterior derogat priori"; pertanto, la norma posteriore generale non abroga la norma anteriore speciale (principio espresso dal brocardo "lex posterior generalis non derogat priori speciali"), salvo che dalla lettera o dalla ratio della prima si evinca la volontà di abrogare la seconda o la discordanza tra le due norme sia tale da rendere inconcepibile la loro coesistenza.